# 早速整爾

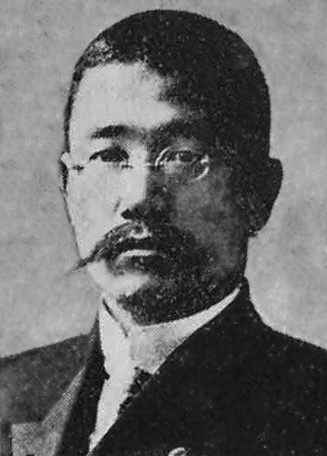
早速整爾

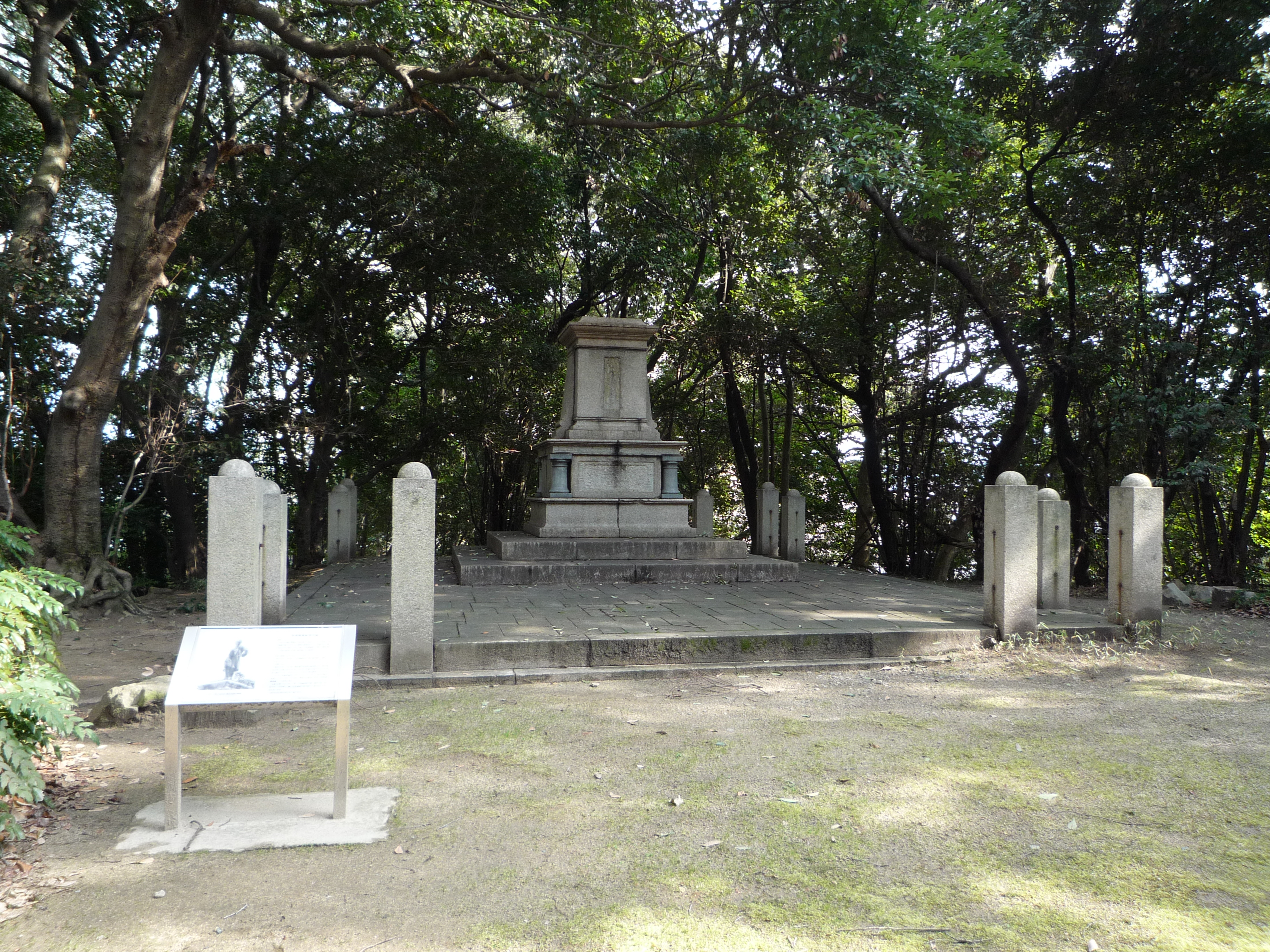
比治山公園に残る早速整爾の銅像跡

早速 整爾（はやみ せいじ、明治元年10月2日（1868年11月15日）- 大正15年（1926年）9月13日）は、明治、大正期の日本の実業家、政治家。初代大蔵政務次官、農林大臣及び大蔵大臣。

## 人物
広島県沼田郡新庄村(現・広島市西区新庄町)出身。出生名は中山米吉。
中山源蔵の二男として生まれ苦学して、旧制広島中学を経て1887年東京専門学校政治経済英学科(現・早稲田大学)を卒業。前年、秀才で通りながら遊び過ぎて卒業試験に失敗した事から「爾(なんじ)を整(ととの)へよ」と自省し整爾と改名し、中山整爾となった。卒業前に埼玉英和学校校長代理兼教頭を務めた。
1889年芸備日日新聞社主の早速勝三の養子となり、早速整爾に名を改め、同年、社長兼主筆として新聞を経営、優秀な頭脳と速筆で活躍。
広島市会議員、同議長を経て、1896年広島県会議員、1902年衆議院議員初当選。引き続き県会議員を兼ね、また広島商工会議所会頭や地元有力企業の重役として名を連らねていたため、地方財界の代弁者たる小会派に属さざるを得なかった（当時、大政党は政府と結びつく大資本の代弁者だった）。同郷三原市出身で法曹の雄として著名な花井卓蔵代議士らと共に政界革新運動に尽力。
1915年人格識見を買われ海軍参政官、続いて第2次大隈内閣の際の衆議院副議長。翌1916年憲政会の結成に参加、ようやく大政党入りすると財政通、経済通として益々頭角を現し1924年鉄道次官、次いでこの年8月、憲政会の加藤高明内閣の時に政務次官制度が発足すると初代大蔵政務次官に就任。
翌1925年、加藤内閣の農林大臣、更に翌1926年若槻内閣で農林大臣、次いで大蔵大臣となり得意の財政経済に腕を振るう事を期待されたが、間もなく病にかかり入院、3ヶ月後世を去った。満57歳没。死に関する一説には平将門の首塚の祟りではとする者も在する。
生前の功績により1929年に従三位勲一等瑞宝章が贈られ、同年広島市南区の比治山公園に銅像が建てられたが、太平洋戦争（大東亜戦争）時の資源回収で取り除かれている。

## 栄典
- 1915年（大正4年）11月10日 - 大礼記念章[3]
- 1926年（大正15年）
  - 9月13日 - 従三位・勲一等瑞宝章[4]
  - 9月14日 - 帝都復興記念章[5]

## 伝記
- 『早速整爾伝』（湊邦三編）私家版、1932